# Sullivan Phillips
Sullivan Bervin Phillips (Los Angeles, 9 febbraio 1979) è un allenatore di pallacanestro ed ex cestista bermudiano con cittadinanza britannica.

## Carriera
Con Bermuda ha disputato due edizioni dei Campionati caraibici (2011 e 2015).